# Bezirksamt Kandern
Das Bezirksamt Kandern (offiziell Bezirksamt Candern) war ein kurzlebiger staatlicher Verwaltungsbezirk im Land Baden, der vom 23. April 1810 bis 11. Dezember 1819 existierte.

## Geschichte
Kandern war bereits zu Zeiten der Markgrafschaft Hachberg-Sausenberg Zentralort einer Verwaltungseinheit, Sausenharder Viertel der Landgrafschaft Sausenberg.
Als 1809 beschlossen wurde das Oberamt Rötteln aufzulösen, wurden dessen Gemeinden den neu gebildeten Bezirksämtern Lörrach, Kandern und Schopfheim zugeteilt. Das neue Bezirksamt wurde dem Wiesenkreis zugeordnet und kam nach dessen Auflösung 1815 zum Dreisamkreis.
Erster und einziger Bezirksamtmann war Wilhelm Deurer, der nach Auflösung des Kanderner Bezirksamtes zunächst als Amtmann im Bezirk Neckarbischofsheim eingesetzt wurde und 1822 bis 1831 als Oberamtmann im Bezirksamt Lörrach wirkte.
Das Bezirksamt Kandern wurde 1819 aufgelöst und die Gemeinden Endenburg, Kirchhausen und Schlächtenhaus dem Bezirksamt Schopfheim zugeordnet. Die Mehrzahl der Gemeinden wurde auf die Amtsbezirke Müllheim und Lörrach aufgeteilt.

## Gemeinden des Bezirksamtes
| Gemeinde         | 1819 zum Bezirksamt | Anmerkungen | Wappen |
| ---------------- | ------------------- | --- | ------ |
| Kandern          | Lörrach             | 1810 Stadt und Sitz des Bezirksamtes                                                                                                 |        |
| Wollbach         | Lörrach             | mit Egerten, Egisholz, Hammerstein und Nebenau.                                                                                      |        |
| Malsburg-Marzell | Müllheim            | Vogelbach mit Käsacker, Höfe mit Tantenmühle, Lausbühl und Edenbach (Oedenbach); Lütschenbach, Wambach, Kaltenbach                   |        |
| Sitzenkirch      | Müllheim            | |        |
| Obereggenen      | Müllheim            | mit Schallsingen und Schloss Bürgeln                                                                                                 |        |
| Niedereggenen    | Müllheim            | mit Gennenbach und Kutzmühle |        |
| Wintersweiler    | Lörrach             | |        |
| Welmlingen       | Lörrach             | |        |
| Blansingen       | Lörrach             | |        |
| Kleinkems        | Lörrach             | |        |
| Holzen           | Lörrach             | |        |
| Tannenkirch      | Lörrach             | mit Ettingen, Gupf, Uttnach, Kaltenherberge                                                                                          |        |
| Riedlingen       | Lörrach             | |        |
| Feuerbach        | Müllheim            | |        |
| Hertingen        | Lörrach             | |        |
| Schlächtenhaus   | Schopfheim          | mit Hofen |        |
| Endenburg        | Schopfheim          | mit Kirchhausen und Lehnacker |        |
| Schliengen       | Müllheim            | Amt Schliengen (früher fürstbischöflich baselische Landvogtei Schliengen 1809 aufgelöst)                                             |        |
| Mauchen          | Müllheim            | Amt Schliengen (früher fürstbischöflich baselische Landvogtei Schliengen 1809 aufgelöst)                                             |        |
| Steinenstadt     | Müllheim            | Amt Schliengen (früher fürstbischöflich baselische Landvogtei Schliengen 1809 aufgelöst)                                             |        |
| Bad Bellingen    | Müllheim            | grundherrliche Orte zugeordnet per sofort, spätestens per 23. April 1811 wirksam;früher Grundherrschaft der Freiherren von Andlau    |        |
| Rheinweiler      | Müllheim            | grundherrliche Orte zugeordnet per Ende 1810, spätestens per 23. April 1811 wirksam; früher Herrschaft Bamlach und Rheinweiler       |        |
| Bamlach          | Müllheim            | grundherrliche Orte zugeordnet per Ende 1810, spätestens per 23. April 1811 wirksam; früher Herrschaft Bamlach und Rheinweiler       |        |
| Liel             | Müllheim            | grundherrliche Orte zugeordnet per Ende 1810, spätestens per 23. April 1811 wirksam; früher Grundherrschaft der Freiherren von Baden |        |

Die Gemeinde Feldberg war 1809 ursprünglich dem Amt Kandern zugeteilt. Diese Zuordnung wurde jedoch schon am 29. Januar 1810 wieder geändert; Feldberg kam zum Amt Müllheim. Von 1813 bis 1819 gehörten auch die Gemeinden Huttingen und Istein zum Bezirksamt Kandern.